# Karislojo
Karislojo (finska: Karjalohja) är en före detta kommun i landskapet Nyland i Södra Finlands län. Karislojo hade 1 473 invånare år 2011 och en yta på 163,53 km². Karislojo uppgick den 1 januari 2013 i Lojo.
Karislojo var enspråkigt finskt. Den enda tätorten i kommunen var Karislojo kyrkby. Nuförtiden är Karislojo stadsdel nummer 102 i Lojo stad. Karislojos grankommuner innan kommunsammanslagningen var Lojo, Raseborg och Salo.

## Historia
Namnet Karislojo härstammar från Västnylands två gamla, stora socknar Karis och Lojo. Kommunens svenskspråkiga namn omnämndes första gången i mitten av 1400-talet. Karislojo blev en kapellförsamling till Karis redan under 1200-talet. År 1614 blev kommunen självständig när den avskiljdes från Karis. 
De södra delarna av kommunen har traditionellt varit svenskspråkiga. 

### Kommunsammanslagningen
Karislojo kommun uppgick i Lojo stad 1 januari 2013. År 2008 beslöt Karislojo kommunfullmäktige att börja förhandlingar med Lojo om kommunsammanslagningen. I juni samma år godkände Karislojo kommunfullmäktige förhandlingar med röster 11-2. Lojo stadsfullmäktige godkände kommunsammanslagningen 4 augusti 2008. Villkoret var dock att Lojo ska delta i godkännandet av Karislojos budgeter innan kommunsammanslagningen. 

## Natur
I Karislojo finns Karkali naturreservat som är ett av de finaste lundområden i södra Finland. Naturreservatet tillhör Natura-områdena och den ligger i kommunens östra del på en lång udd vid Lojosjön. Det finns mycket utrotningshotade arter i Karkali och en del av arterna finns endast i reservatet. Naturreservatets område är fredat i första hand för naturens fullkomliga skydd och för vetenskaplig forskning. Området förvaltas av Forststyrelsen. 

## Kultur
Naturen och byidyllen i Karislojo har inspirerat många kända konstnärer. Professorn och författaren Zacharias Topelius bodde i Karislojo i Villa Kukkasniemi med sin familj. Topelius skrev bland annat Boken om vårt land i Karislojo. Också konstnären Sigurd Wettenhovi-Aspa var en del av Karislojos kulturfolk. 
Andra konstnärer och forskare som har påverkat i Karislojo eller blivit inspirerat av kommunen är Into Konrad Inha, Mika Waltari, Hilda Käkikoski, Maija Karma och Gustav Komppa. 

## Sevärdheter
Lista över sevärdheter i Karislojo:
- Karislojo kyrka från år 1860 ritades av arkitekten Jean Wiik.
- Den äldsta skolbyggnaden i Karislojo byggdes år 1875 och är en av de mest kända byggnader i kommunen. Nuförtiden finns det ett bibliotek i byggnaden.
- Tammisto arboretum. Arboretumet grundades av professor Gustav Komppa.
- Kärkelä bruksområde.
- Pöykäri fornborg

## Byar
Lista över byar och historiska byar i Karislojo:
Böle (finska: Pyöli), Bolusniemi, Diskarla, Hajanböle, Härjänvatsa, Ilmoniemi, Immola, Karislojo kyrkby (finska: Karjalohjan kirkonkylä), Karkali, Kattelus, Kourjoki, Kusis (finska: Kuusia), Kärkelä, Lohjantaipale, Långvik (finska: Pitkälahti), Lönnhammar, Maila, Makkarjoki, Malmby (finska: Särkijärvi), Murdå (finska: Murto), Mustlax (finska: Mustlahti), Nummijärvi, Pellonkylä, Pipola, Puujärvi, Prästgården (finska: Pappila), Saarenpää, Sakkola, Sockenkvarn, Stornäs (finska: Suurniemi), Tallnäs (finska: Tallaa), Tammisto, Voltarnäs (finska: Pellonkylä)

## Religion
Karislojo områdesförsamling som tillhör Lojo församling har verksamhet i området. Innan kommunsammanslagningen fanns det en självständig Karislojo församling. Församlingen uppgick i Lojo församling år 2013.

## Politik

### Mandatfördelning i Karislojo kommun, valen 1976–2008
| 1 | 5 | 5 | 6 |

| 1 | 4 | 1 | 6 | 5 |

| 1 | 4 | 1 | 7 | 4 |

| 1 | 4 | 1 | 6 | 5 |

| 5 | 2 | 6 | 4 |

| 5 | 2 | 7 | 3 |

| 2 | 3 | 8 | 4 |

| 3 | 2 | 6 | 6 |

| 11 | 6 |

| 3 | 2 | 5 | 7 |

| 10 | 7 |

## Kända personer från Karislojo
- Kai Lehtinen (f. 1958), skådespelare och regissör. [9]
- Tauno Tukkinen (f. 1938), kommunfullmäktig, kandidat i filosofi, lektor i matematik och fysik. [10]